# Harosagara, Channagiri
Harosagara là một làng thuộc tehsil Channagiri, huyện Davanagere, bang Karnataka, Ấn Độ.